# Otterup
Otterup är en tätort i Nordfyns kommun i Region Syddanmark i Danmark. Tätorten har 5 270 invånare (2024). Den ligger på Fyn, cirka 20 kilometer sydost om Bogense och cirka 13 kilometer norr om Odense. Orten är ett före detta stationssamhälle och var centralort i Otterups kommun fram till kommunreformen 2007.

## Vikingagravar
I Galgedil i västra Otterup har två gravplatser med ett stort antal gravar från vikingatiden funnits. Fynden har placerats på Odense museum.